# Allegoria della Saggezza e della Forza
L'Allegoria della Saggezza e della Forza è un dipinto realizzato nel 1565, a Venezia, da Paolo Veronese, attualmente conservato presso la Frick Collection di New York. 

## Storia
L'Allegoria della Saggezza e della Forza e l'Allegoria della Virtù e del Vizio hanno attraversato le stesse vicende sin dal momento della loro realizzazione, passando per numerosi possidenti e collezioni. A causa di ciò, diversi studiosi hanno ipotizzato che Veronese abbia dipinto le tele in coppia. Nel 1970, Edgar Munhall fu il primo a suggerire che fossero state semplicemente portate a termine nello stesso periodo, ma che non si trattasse di un pendant. Gli studi condotti dagli esperti del Metropolitan Museum of Art negli anni Duemila hanno confermato questa tesi: tali esperti hanno scoperto che l'artista utilizzò materiali differenti per il supporto di ciascun dipinto, adottò una diversa composizione dei motivi e un'altrettanto diversa metodologia nell'elaborazione del cielo. Queste discrepanze condussero gli studiosi a credere che i dipinti furono concepiti individualmente, come lavori indipendenti l'uno dall'altro. Inoltre, la conclusione fu sostenuta dall'analisi visuale delle due tele nel complesso: si percepisce chiaramente che non si completano vicendevolmente (come sarebbe stato se si fosse trattato di una coppia di dipinti).
Dalla sua creazione a Venezia, quest'opera è stata di proprietà dell'imperatore Rodolfo II d'Asburgo, della regina Cristina di Svezia, della famiglia Odescalchi; quindi ha fatto parte della Collezione Orleans di Filippo II di Borbone-Orléans e successivamente è appartenuta a svariati proprietari inglesi e commercianti d'arte, fino ad arrivare alla Frick Collection a New York.

## Descrizione
Si tratta di un dipinto dalle dimensioni monumentali, avente un soggetto di natura allegorica: sono rappresentati, infatti, la personificazione della Saggezza (a sinistra) ed Ercole, che sta a simboleggiare la Forza e le preoccupazioni terrene (sulla destra). Il conflitto tra questioni divine e mortali è un tema centrale dell'opera. Nella scena, la virtuosità della divina Saggezza appare trionfare sui desideri terreni di Ercole: infatti, la donna, il cui sguardo è rivolto al cielo, è inondata dalla luce e sembra quasi sia catturata in un momento di elevazione; al contrario la figura di Ercole, che guarda in basso, in direzione dei gioielli che si trovano a terra, tende ad assumere una posizione discendente ed è avvolto da un'ombra cupa. 
Il genere allegorico risulta inusuale sia rispetto alle celebri tele dai soggetti storici e biblici del Veronese (come nel caso, ad esempio, delle Nozze di Cana), sia in confronto con altre opere meno formali di altri artisti veneziani del Rinascimento come Giorgione o Tiziano. Quest'opera, insieme all'Allegoria del Vizio e della Virtù, si ritiene sia tra le prime di tale genere compiute dal Caliari; le due tele, inoltre, sarebbero state - secondo l'opinione di taluni studiosi - le prime dell'artista ad aver oltrepassato la penisola italiana e attraversato le Alpi.